# Nezametnaja (kulle)
Nezametnaja är en kulle i Antarktis. Den ligger i Östantarktis. Australien gör anspråk på området. Toppen på Nezametnaja är 9 meter över havet.
Terrängen runt Nezametnaja är varierad. Havet är nära Nezametnaja åt nordväst. Trakten är obefolkad. Det finns inga samhällen i närheten. 